# The phantom of Manhattan
The phantom of Manhattan er en roman af Frederick Forsyth, udgivet på engelsk i 1999.
Bogen er en videredigtning af The Phantom of the Opera, og foregår i Paris og New York i 1906. Den handler om pengemagnaten Erik Muhlheim, der er the phantom of the opera - operafantomet. Efter episoden i operaen i Paris er han flygtet til New York, hvor han ved hjælp af sin stedfortræder Darius, og drevet af deres fælles kyniske og brutale kærlighed til penge, rejser sig fra slummen, og ender som et af de rigeste mennesker i USA. Han holder sig skjult på grund af sit vansirede ansigt, og optræder kun med Darius som mellemmand, eller, en sjælden gang, maskeret.
Bogen er speciel i sin opbygning, fordi den ikke betragtes fra en alvidende fortællers synsvinkel eller én jeg-personsfortæller, men fortælles af en række forskellige jeg-personer.